# Qualificazioni al campionato mondiale di calcio a 5 2008 - UEFA
Il Torneo europeo di qualificazione alla FIFA Futsal World Cup 2008 è stato disputato nel 2008 dalle nazionali europee divise inizialmente in dieci gironi, inizialmente le dieci vincitrici erano state chiamate ad un ulteriore turno ad eliminazione diretta per designare le cinque formazioni nazionali di calcio a 5 che dovevano prendere parte al sesto campionato del mondo FIFA. Tuttavia l'ampliamento a venti delle squadre presenti al mondiale ha liberato un ulteriore posto per le formazioni europee, sono state quindi ammesse al turno ad eliminazione diretta anche le due migliori seconde.
I dieci gironi, composti da quattro formazioni ad esclusione del "1" e del "3" da tre formazioni, hanno decretato un lotto di dodici formazioni che conferma i valori visti per le qualificazioni europee, ad esclusione della Serbia rimasta fuori per mano della Russia in un girone ridottosi ad uno spareggio per il ritiro della Francia per motivi diplomatici. Già dopo il primo turno di spareggi appare evidente che Spagna (9-1 alla Bosnia) e Russia (5-1 alla Bielorussia) non avranno problemi a far propria la qualificazione.

## Gironi di Qualificazione

### Girone 1
Hala Pionir - Belgrado 
| Nazionale | G | V | N | P | GF | GS | Dif | Pti |
| --------- | - | - | - | - | -- | -- | --- | --- |
| Russia    | 1 | 1 | 0 | 0 | 3  | 2  | 1   | 3   |
| Serbia    | 1 | 0 | 0 | 1 | 2  | 3  | -1  | 0   |
| Francia*  | 0 | 0 | 0 | 0 | 0  | 0  | 0   | 0   |

(*)La Francia non ha disputato il girone in Serbia a causa di problemi diplomatici determinatisi nei Balcani

### Girone 2
Mladost - Visoko 
| Nazionale            | G | V | N | P | GF | GS | Dif | Pti |
| -------------------- | - | - | - | - | -- | -- | --- | --- |
| Bosnia ed Erzegovina | 3 | 2 | 1 | 0 | 18 | 4  | 14  | 7   |
| Lituania             | 3 | 1 | 2 | 0 | 11 | 4  | 7   | 5   |
| Paesi Bassi          | 3 | 1 | 1 | 1 | 18 | 8  | 10  | 4   |
| Estonia              | 3 | 0 | 0 | 3 | 1  | 32 | -31 | 0   |

### Girone 3
Pabellón Multiusos Ciudad de Cáceres - Cáceres 
| Nazionale | G | V | N | P | GF | GS | Dif | Pti |
| --------- | - | - | - | - | -- | -- | --- | --- |
| Spagna    | 2 | 2 | 0 | 0 | 16 | 2  | +14 | 6   |
| Croazia   | 2 | 1 | 0 | 1 | 9  | 4  | +5  | 3   |
| Georgia   | 2 | 0 | 0 | 2 | 2  | 21 | -19 | 0   |

### Girone 4
Gyöngyösi Városi Sport es Rendezvény Csarnok - Gyöngyös 
| Nazionale   | G | V | N | P | GF | GS | Dif | Pti |
| ----------- | - | - | - | - | -- | -- | --- | --- |
| Ungheria    | 3 | 3 | 0 | 0 | 24 | 2  | +22 | 9   |
| Polonia     | 3 | 2 | 0 | 1 | 18 | 10 | +8  | 6   |
| Macedonia   | 3 | 1 | 0 | 2 | 6  | 10 | -4  | 3   |
| Inghilterra | 3 | 0 | 0 | 3 | 3  | 29 | -26 | 0   |

### Girone 5
Romeo Iamandi - Buzău 
| Nazionale   | G | V | N | P | GF | GS | Dif | Pti |
| ----------- | - | - | - | - | -- | -- | --- | --- |
| Bielorussia | 3 | 2 | 1 | 0 | 12 | 4  | +8  | 7   |
| Romania     | 3 | 2 | 1 | 0 | 10 | 7  | +3  | 7   |
| Belgio      | 3 | 1 | 0 | 2 | 12 | 11 | +1  | 3   |
| Montenegro  | 3 | 0 | 0 | 3 | 4  | 16 | -12 | 0   |

### Girone 6
Zimní Stadión - Chrudim 
| Nazionale   | G | V | N | P | GF | GS | Dif | Pti |
| ----------- | - | - | - | - | -- | -- | --- | --- |
| Rep. Ceca   | 3 | 3 | 0 | 0 | 11 | 3  | +8  | 9   |
| Azerbaigian | 3 | 2 | 0 | 1 | 15 | 6  | +9  | 6   |
| Finlandia   | 3 | 1 | 0 | 2 | 4  | 10 | -6  | 3   |
| Armenia     | 3 | 0 | 0 | 3 | 1  | 12 | -11 | 0   |

### Girone 7
Hibernians Pavillon - Corradino (Paola) 
| Nazionale | G | V | N | P | GF | GS | Dif | Pti |
| --------- | - | - | - | - | -- | -- | --- | --- |
| Slovenia  | 3 | 3 | 0 | 0 | 18 | 1  | +17 | 9   |
| Albania   | 3 | 2 | 0 | 1 | 9  | 9  | 0   | 6   |
| Grecia    | 3 | 1 | 0 | 2 | 9  | 11 | -2  | 3   |
| Malta     | 3 | 0 | 0 | 3 | 2  | 17 | -15 | 0   |

### Girone 8
Palasport Giovanni Paolo II - Pescara 
| Nazionale  | G | V | N | P | GF | GS | Dif | Pti |
| ---------- | - | - | - | - | -- | -- | --- | --- |
| Italia     | 3 | 3 | 0 | 0 | 28 | 1  | +27 | 9   |
| Kazakistan | 3 | 2 | 0 | 1 | 10 | 11 | -1  | 6   |
| Cipro      | 3 | 1 | 0 | 2 | 10 | 25 | -15 | 3   |
| Andorra    | 3 | 0 | 0 | 3 | 7  | 17 | -10 | 0   |

### Girone 9
Ugur Inan Spor Salonu - Aydın 
| Nazionale  | G | V | N | P | GF | GS | Dif | Pti |
| ---------- | - | - | - | - | -- | -- | --- | --- |
| Portogallo | 3 | 3 | 0 | 0 | 10 | 2  | +8  | 9   |
| Slovacchia | 3 | 2 | 0 | 1 | 8  | 5  | +3  | 6   |
| Turchia    | 3 | 1 | 0 | 2 | 7  | 9  | -2  | 3   |
| Lettonia   | 3 | 0 | 0 | 3 | 2  | 11 | -9  | 0   |

### Girone 10
Palazzo della Cultura e dello Sport - Varna 
| Nazionale | G | V | N | P | GF | GS | Dif | Pti |
| --------- | - | - | - | - | -- | -- | --- | --- |
| Ucraina   | 3 | 3 | 0 | 0 | 14 | 3  | +11 | 9   |
| Israele   | 3 | 2 | 0 | 1 | 5  | 4  | +1  | 6   |
| Moldavia  | 3 | 1 | 0 | 2 | 2  | 7  | -5  | 3   |
| Bulgaria  | 3 | 0 | 0 | 3 | 3  | 10 | -7  | 0   |

## Play-off
|             | Risult.     |                      |
| ----------- | ----------- | -------------------- |
| Rep. Ceca   | 1 - 1 2 - 2 | Romania              |
| Bielorussia | 1 - 5 1 - 1 | Russia               |
| Italia      | 6 - 3 3 - 0 | Croazia              |
| Spagna      | 9 - 1 4 - 0 | Bosnia ed Erzegovina |
| Slovenia    | 1 - 6 0 - 3 | Portogallo           |
| Ucraina     | 3 - 1 3 - 4 | Ungheria             |

| Qualificate al mondiale | Italia | Rep. Ceca | Portogallo | Spagna | Russia | Ucraina |
| ----------------------- | ------ | --------- | ---------- | ------ | ------ | ------- |